# El callejón de los milagros (novela)
El callejón de los milagros (título original en árabe زقاق المدق Zuqāq al-Midaq) es una novela del escritor y premio nobel egipcio Naguib Mahfuz, escrita originalmente en árabe y publicada en 1947. Es una de las novelas más conocidas e importantes de este autor egipcio. Pertenece a la famosa pentalogía realista de Mahfuz, un grupo de cinco obras publicadas entre 1945 y 1957, de marcado corte realista, centradas en la vida cotidiana de las clases populares y de la pequeña burguesía de El Cairo en aquella época, que muestran el pensamiento islámico. Por otro lado, El callejón de los milagros es considerada una novela costumbrista debido a los muchos detalles de la vida y ambiente cotidianos de la gente descritos en ella. Ciertamente que hay caracteres humanos que se repiten en todas las sociedades y por eso los personajes, a pesar de que se hable de una sociedad árabe, resultan cercanos incluso al lector occidental. Este contraste entre lo particular y lo universal lo encontramos también en la presencia aliada en el país y la búsqueda de una vida mejor por parte de los más desfavorecidos. Mahfuz crea constantemente un juego de oposiciones solapadas.

## Argumento y personajes
Mahfuz retrata en El callejón de los milagros una sociedad cerrada, frustrada y llena de deseos imposibles a través de una galería de personajes inolvidables. Los personajes maduros prefieren permanecer aislados en su mísero barrio, manteniendo una apariencia de normalidad y una falsa atmósfera del pasado, en lugar de adaptarse a los tiempos cambiantes. Por su parte, los jóvenes sueñan con aventuras, riquezas y placeres y, sobre todo, con salir del barrio. El callejón de los milagros es una representación temporal del conflicto entre la tradición y la modernidad, entre el pasado y el presente.
Los problemas sociales, como los coletazos finales de la Segunda Guerra Mundial, la presencia británica en Egipto y el inestable sistema económico permanecen en segundo plano, como un decorado, mientras que los residentes en el callejón no pueden ver más allá de sus propios problemas. 
Los personajes principales son:
- Hamida es la muchacha joven, hermosa, pobre y ambiciosa que sueña con casarse con algún hombre rico que la saque del callejón. Su madre biológica murió cuando aún era muy pequeña y vive con su madre adoptiva, Umm Hamida. Es una muchacha muy ambiciosa, que tiene un gran orgullo y sobre todo, que posee una gran personalidad, a pesar de contar con solo veinte años de edad. A este carácter hay que sumarle una gran belleza física, gracias a la cual tiene enamorados a Abbas y a Salim Alwan. A pesar de estar prometida con Abbas, liga con varios hombres buscando salir del ambiente de pobreza en que vive. Hamida quiere una nueva vida sin ligaduras con el pasado, en un nuevo barrio y una nueva casa. Finalmente conoce a Ibrahim Faraj que parece el hombre de sus sueños, pero que lo que busca en realidad es convertirla en prostituta de lujo. Hamida al principio rechaza indignada, pero pronto acepta pagar el precio que su nueva vida exige.
- Abbas es el ingenuo barbero, muy amigo del Tío Kamil y de Hussain Kirsha. Enamorado de Hamida, es un hombre simple y sin ambiciones, satisfecho con su modesta vida en el callejón que, sin embargo, parte en busca de un futuro mejor para complacer las ambiciones de su amada. Finalmente es asesinado por los clientes de su prometida.
- Kirsha es el dueño del café, un hombre de 60 años que mantiene una tertulia de noctámbulos fumadores de hachís en la terraza de su casa y que vive consumido por sus aficiones homosexuales. Abandona el lecho matrimonial durante las noches para ir en busca de muchachos jóvenes con quienes satisfacer sus deseos sexuales, lo que escandaliza a su mujer.
- Husain Kirsha  es el hijo de Kirsha y amigo de Abbas. Es un joven lleno de vitalidad y muy astuto. Le gusta la buena vida; suele ir bien vestido y frecuenta los buenos restaurantes, además del cine y las salas de fiesta, normalmente acompañado de mujeres. Ambicioso y descontento, trabaja para el ejército británico, de ahí que sea más rico que muchos de los que viven en el callejón, ya que cobra treinta piastras diarias, una muy buena paga para la época. Sueña con salir del callejón y vivir en una casa «con agua y electricidad». Es él quien anima a Abbas a salir del callejón a buscar fortuna.
- Salim Alwan es el rico comerciante dueño del bazar que desprecia a sus vecinos y que toma cada día un plato afrodisíaco de trigo con carne de palomo. Está preocupado porque ninguno de sus hijos quiere seguir el negocio (son abogados, médicos...) y porque ambiciona el título de bey, sin saber como conseguirlo. También ambiciona a Hamida y planea casarse con ella, pero un ataque al corazón da al traste con todos sus planes y acaba por agriarle el carácter definitivamente.
- Radwan Husaini es un hombre desdichado de mediana edad. Perdió a sus hijos, por lo tanto vive solo con su esposa. No obstante, siempre se muestra simpático y generoso. Es propietario de un inmueble del callejón, en el que además de él, viven Abbas y el tío Kamil. Estudió en la Universidad de Al-Azhar, en El Cairo, pero no consiguió acabar sus estudios. Es un hombre muy religioso y que ama a Dios sobre todas las cosas. Es muy respetado y a la vez querido por todos y muchos le piden consejo.
- La Señora Afifi es la propietaria del inmueble en el que viven Hamida, su madre adoptiva y el Dr. Bushy, además de ella misma. Es una mujer viuda de unos cincuenta años de edad que quiere volver a contraer matrimonio y que sacrifica sus ahorros para casarse con un hombre más joven que ella.
- El tío Kamil es propietario de una tienducha de dulces. Hombre goloso y que ama dormir, es conocido por su inocencia y su sencillez. Su simpleza le hace ser el blanco frecuente de las bromas de los demás.
- Umm Hamida es la madre adoptiva de Hamida y la casamentera del barrio.
- Yaada y Husniya forman un matrimonio que posee una panadería. Sus ganancias son miserables, por lo tanto viven de una manera muy simple, sin lujos. Son famosos en el callejón por sus continuas discusiones, en las cuales Jaada es maltratado por su mujer.
- Zaita vive en un cuartucho dentro de la panadería y se dedica a producir deformaciones en los aspirantes a mendigos. En sus ratos libres espía a la panadera. Es detenido por la policía y encarcelado cuando es sorprendido robándole la dentadura de oro a un cadáver.
- El doctor Bushi es el dentista del callejón, a pesar de no haber estudiado odontología. Su amigo Zaita le proporciona dientes para sus clientes, robados de los cadáveres. es detenido en la misca correría que Zaita.
- El jeque Darwish es un antiguo funcionario y profesor de inglés que tras un revés de la fortuna abandona a su familia y amigos para vivir a la buena de Dios, sin trabajo, ni hogar. Se pasa el día en el café, taciturno y ausente y cuando habla suele usar palabras en inglés que siempre deletrea.
- El Poeta es un hombre pobre de avanzada edad que acude al café de Kirsha para recitar sus poemas.
- Sanker es el camarero del café de Kirsha.
- Ibrahim Faraj es el alcahuete que consigue seducir a Hamida para que se vaya con él.

## Estructura, estilo y tipo de narrador

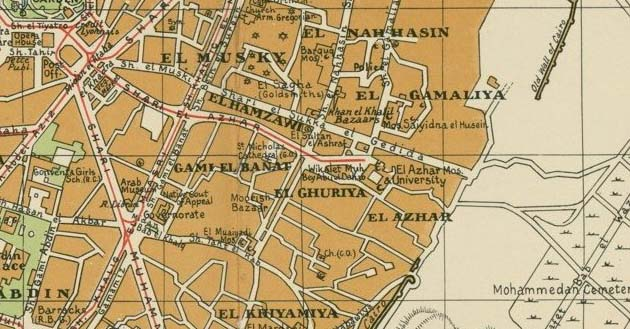
Mapa de la zona de El Cairo donde se desarrolla la acción de la novela.

Al ser una obra realista, se centra en la vida cotidiana de las clases populares y la pequeña burguesía de El Cairo en aquella época. 
La estructura de la novela es muy simple, con un desarrollo temporal lineal, sin saltos. La novela se divide en capítulos, cada uno centrado en un personaje concreto, y cada historia se va mezclando con las de los demás. El narrador es omnisciente, lo que aporta una sensación de objetividad general.
Las descripciones de los personajes son muy minuciosas, tanto en lo físico, como en lo psicológico. También son detalladas las descripciones de los lugares y las situaciones.

## Espacio, tiempo y otras consideraciones

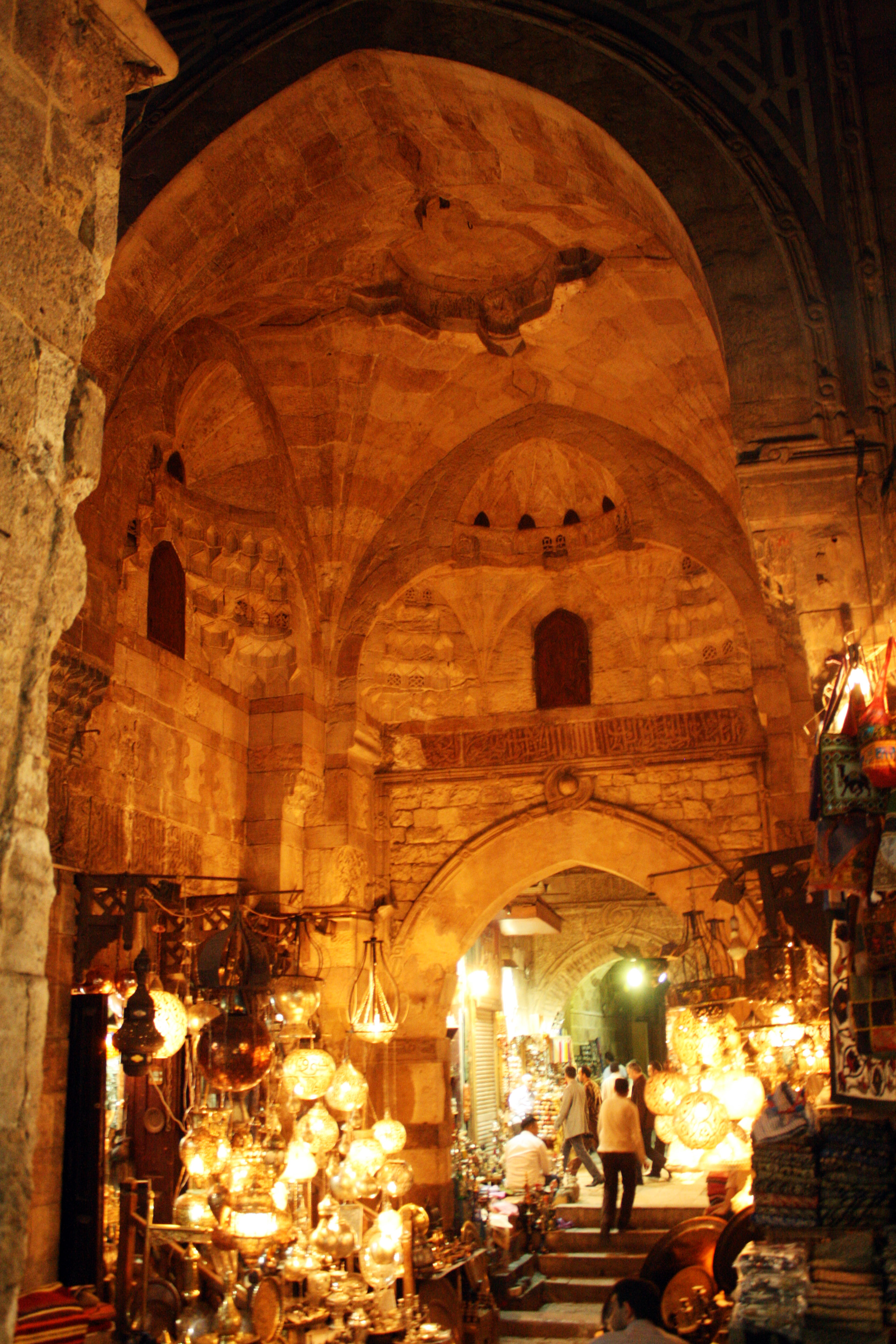
Jan el-Jalili, el barrio donde transcurre la acción es un zoco en el centro histórico de El Cairo.

Toda la acción transcurre en ese callejón llamado Midaq y en las calles adyacentes, todas en la zona de Jan el-Jalili, en el corazón de El Cairo: Sanadiqiya, Guriya, Muski, Darasa, Azhar... 
Los imposibles y los sueños frustrados constituyen las aspiraciones de los protagonistas, desarrollándose en plena calle, un espacio muy hostil. Esa hostilidad y miseria que se respiran hacen incrementar todavía más la impresión paradójica que deja la novela. Las vidas de los protagonistas, que son vecinos del mismo barrio, están interrelacionadas, y van participando en los mismos acontecimientos, aunque cada capítulo se enfoca en un personaje en particular, de una forma muy dinámica, a modo de mosaico. Con una gran habilidad, Mahfuz aproxima al lector a un mundo tan lejano como es El Cairo de la época de la Segunda Guerra Mundial. Además, la intensidad de las acciones que se van sucediendo incrementa a medida que avanza la lectura, cautivando la atención del mismo lector.
Los sucesos acontecen en la década de 1940, durante la Segunda Guerra Mundial, mientras el ejército de Gran Bretaña ocupaba Egipto. El estancamiento y la falta de progreso del país son retratados muy bien por Mahfuz. La juventud se ve ante la imposibilidad de mejorar económica y socialmente. Entre El Cairo modernizado y de costumbres europeas y El Cairo más tradicional hay un abismo que parece insalvable. Mahfuz nos enseña las dos caras de la moneda, pero desde el punto de vista del lado desfavorecido. Así pues,si nos fijamos en Husein y Abbas, observamos la miseria que supone tener que estar al servicio de los soldados británicos o, si enfocamos a Hamida, el destino de prostituta para estos mismos soldados.

## Análisis sociológico
En la mayoría de obras de Mahfuz encontramos una fuerte crítica dirigida a la situación sociopolítica del Egipto de entonces. 
En el caso de El callejón de los milagros, el autor hace de una calle un microcosmos en el que aglutina y trata muchos de los temas clásicos en la literatura: el amor, el dinero, el sexo y la ambición, entre otros. 
La acción de la trama se centra en el callejón y lo que ocurre ahí. Mahfuz crea una especie de paralelismo entre el corrupto mundo exterior a Midaq, gobernado por los ingleses en ese momento, y la forma de vida en el callejón, que viene a ser igual de corrupta. Encontramos una clara complementación con el mundo exterior al callejón. Todo son contrastes entre los ricos y los pobres, los vicios y las virtudes. No hay un personaje totalmente bueno pero tampoco totalmente malo. El ambiente determina a las personas, esto parece querer decirnos el autor por boca de sus personajes. Se puede remarcar que hay una especie de efecto catártico que se manifiesta en el hecho de que la gente, al vivir tan mal acaba regocijándose y consolándose al atestiguar la desgracia ajena.
El callejón Midaq cuenta con una clara delimitación de clases sociales. En la cima de esta pirámide social encontramos a Salim ‘Alwan, cuya presencia no está presente en el callejón pero sí la de sus negocios ahí (mercader de perfumes y de té en el mercado negro durante la Segunda Guerra Mundial). En segundo lugar tenemos a la viuda Saniyya ‘Afifi, dueña de una de las dos casas del callejón y que ocupa de forma significativa el último piso superior de su casa y dueña de dos tiendas en otro barrio. ‘Afifi pertenece a la pequeña burguesía. En tercer lugar está el imam Ridwan al-Husayni, propietario de la otra casa que hay en Midaq, un hombre que a pesar de las tragedias en su vida no ha perdido un ápice de fe y humanidad. Es quizás el personaje más equilibrado de la novela, ocupando simbólicamente el piso medio de la casa de la que es propietario.
El resto de residentes del callejón de Midaq pertenecen a una clase social considerablemente más baja a la de los tres personajes citados anteriormente y todos se dedican a negocios dudosos, tales como la venta del hachís y de adquisición de prostitutos en el caso del dueño del café Kirsha o el siniestro negocio de Zaita, un hombre que se dedica a desfigurar a la gente para crear mendigos más rentables debido a sus heridas o amputaciones. 
Mahfuz también trata la ambición de los más jóvenes del callejón, cuyos sueños siempre se basan en salir de Midaq a vivir una vida fuera de esas cuatro paredes. Abbas y Husayn acaban uniéndose al ejército inglés con este propósito. Sin embargo la ambición termina por costarle muy cara al joven barbero Abbas, que deja todo lo que tenía, que era suficiente para vivir mínimamente bien, para perseguir el dinero y el amor de su amada Hamida, instigado por su amigo Husayn Kirsha. 
El autor añade además una característica que remarca estas posiciones en el orden social. El nombre de Zidat, por ejemplo, proviene de zattat al-dhubab, cuyo significado es 'el sonido de las moscas'. Esto tiene sentido porque en la novela se menciona que sus padres fueron mendigos y que fue criado entre podredumbre y moscas, algo que sigue muy presente en su vida de adulto. Simboliza la miseria en la que vive. Otro ejemplo más claro aún sería el nombre del personaje que saca a Hamida del callejón, Farah, cuyo significado es 'felicidad'. Y de hecho Hamida cree que será su felicidad, terminando por depender de él, aun cuando esa felicidad termina en un sentido muy retorcido puesto que Farah la saca del callejón, sí, pero para introducirla en el mundo de la prostitución.
Estos aspectos sociales son los más destacados presentados a nivel individual. A continuación tenemos una visión más amplia, que es la plasmación del momento político que está viviendo Egipto con la ocupación de las tropas inglesas. Constantemente se presenta la influencia que Europa empieza a tener sobre el mundo árabe. La opinión de los personajes al respecto suelen ser dos: o bien consideran que la occidentalización es la solución a todos los problemas imperantes o bien lo ven como un peligro para su forma de vida, cultura y tradiciones. Mahfuz, aunque antibritánico, ideológicamente era prooccidental y se enmarcaba dentro de lo que en los años 30 se llamaban los modernistas, que proponían una apertura hacia los avances de occidente. Sin embargo luego evolucionó a un cierto eclecticismo, que preservaba la tradición egipcia.

## Técnicas narrativas
Como ya se ha mencionado, el narrador es en tercera persona, omnisciente, con un cambio constante de puntos de vista, formando una obra coral, a pesar de que Hamida y Abbas son, tal vez, los que se llevan algo más de protagonismo. La estructura recuerda a un tapiz, en el que el escritor entreteje todas las historias, creando un panorama general.
El lenguaje es sencillo con detalladas descripciones y un amplio abanico de expresiones coloquiales propias egipcias, transmitidas por boca de los personajes. La ironía es un recurso muy presente en las expresiones de Mahfuz, acentuando la crítica implícita en su obra.  A pesar de ello, el realismo de la situación es obvio y la crudeza de la vida, tanto en el callejón como en el mundo exterior a él, aún tomada en ciertas ocasiones con un humor algo negro, resulta casi palpable. 

## Caracterización de personajes
Los protagonistas de la novela están muy elaborados. Cada individuo posee un trasfondo particular y unas motivaciones interesantes. Las acciones que Mahfuz describe con aparente objetividad, nos dejan ver qué significado tienen el amor, el dinero, el sexo o la vida para cada uno de sus personajes. Mahfuz demuestra brillantez a la hora de hacerlos interactuar, y los diálogos que establecen entre sí son reflexiones muy humanas. Mahfuz ofrece una visión cruda, sin concesiones al lector: los maridos odian a sus esposas y viceversa, los padres echan a sus hijos, los enamorados se traicionan, los mendigos se deforman para conseguir más ganancias, los dentistas colocan a sus pacientes dientes de oro robados a los cadáveres... Mahfuz no ofrece consuelo al lector. Dondequiera que el lector vaya, puede oler el aroma de un nuevo acto corrupto.

## Ediciones en español
Esta novela fue publicada por primera vez en castellano en 1988 por MR Ediciones en una traducción a partir de una edición en inglés, no del árabe original.
- 1988, MR ediciones ISBN 84-270-1248-9;
- 1994, Círculo de Lectores ISBN 84-226-2752-3;
- 1998, MR Ediciones ISBN 84-8327-000-5;
- 2001, MR Ediciones ISBN 84-270-2673-0;
- 2002, MR Ediciones ISBN 84-270-2835-0;
- 2004, Planeta DeAgostini ISBN 84-674-0520-1;

## Adaptación cinematográfica
En 1995, la novela fue adaptada al cine bajo la dirección de Jorge Fons y producida por Alfredo Ripstein. Vicente Leñero se encargó de adaptar la historia, que transcurre en El Cairo, a la Ciudad de México. La película fue protagonizada por Salma Hayek, Ernesto Gómez Cruz, María Rojo y Bruno Bichir. La película recibió el Premio Goya a la mejor película iberoamericana en 1996 y 11 Premios Ariel.